# Monique Garbrecht
Monique Garbrecht-Enfeldt (Potsdam, 11 dicembre 1968) è un'ex pattinatrice di velocità su ghiaccio tedesca.

## Palmarès

### Olimpiadi
- Argento a Salt Lake City 2002 nei 500 metri.
- Bronzo a Albertville 1992 nei 1000 metri.

### Mondiali
- Oro a Inzell 1991 nello sprint.
- Oro a Calgary 1999 nello sprint.
- Oro a Nagano 2000 nei 500 metri.
- Oro a Nagano 2000 nei 1000 metri.
- Oro a Seul 2000 nello sprint.
- Oro a Salt Lake City 2001 nei 1000 metri.
- Oro a Inzell 2001 nello sprint.
- Oro a Berlino 2003 nei 500 metri.
- Oro a Calgary 2003 nello sprint.
- Argento a Heerenveen 1999 nei 1000 metri.
- Argento a Salt Lake City 2001 nei 500 metri.